# Amadeo VI.
Amadeo VI., poznat kao Conte Verde (Chambéry, 4. siječnja 1334. – Castropignano, 1. ožujka 1383.), savojski grof od 1343. godine; unuk grofa Amadea V. Velikog († 1323.) iz Savojske dinastije. Značajno je proširio savojske teritorije i povećao moć svoje dinastije.
Bio je najstariji sin savojskog grofa Aimonea i Jolande Paleolog Montferratske, zbog čega je imao pretenzije na carigradsko prijestolje. Prešao je Alpe 1348. godine kako bi ugušio pobunu pijemontskih gradova, a 1352. godine pobijedio je pobunjene građane Valaisa.
Godine 1355. oženio se s Bonom Burbonskom s kojom je imao sina Amadea VII. Godine 1366. osvojio je osmansko Galipolje i oslobodio bizantskog cara Ivana V. Paleologa iz bugarskog zatočeništva i vratio ga na carsko prijestolje.
Budući da mu je narastao ugled i moć, postao je arbitar u mnogim sporovima među talijanskim silama pa je tako sudjelovao kao medijator između Pisa|Pise i Firenca|Firence (1364.) te između markize od Montferrata i obitelji Visconti (1375. – 1379.).
Godine 1382. pridružio se protupapi Klementu VII. i francuskom princu Luju Anžuvincu u planu spašavanja napuljske kraljice Ivane I. od pape Urbana VI. i Karla Dračkog, pretendenta na napuljsko prijestolje. Ekspedicija je propala u južnoj Italiji od posljedica gladi bolesti, a Amadeo je umro sljedeće godine od kuge.

## Vanjske poveznice
|  | Zajednički poslužitelj ima još gradiva o temi Amadeo VI. |

- Amadeo VI. Hrvatska enciklopedija
- Amadeo VI. Proleksis enciklopedija
- Amadeo VI. Britannica (engl.)

| Amadeo VI. Savojska dinastijaRođ. 4. siječnja 1334. Umr. 1. ožujka 1383. |                             |                        |
| Vladarske titule                                                         |                             |                        |
| prethodnik Aimone                                                        | savojski grof 1343. – 1383. | nasljednik Amadeo VII. |